# Grafenberger Wald

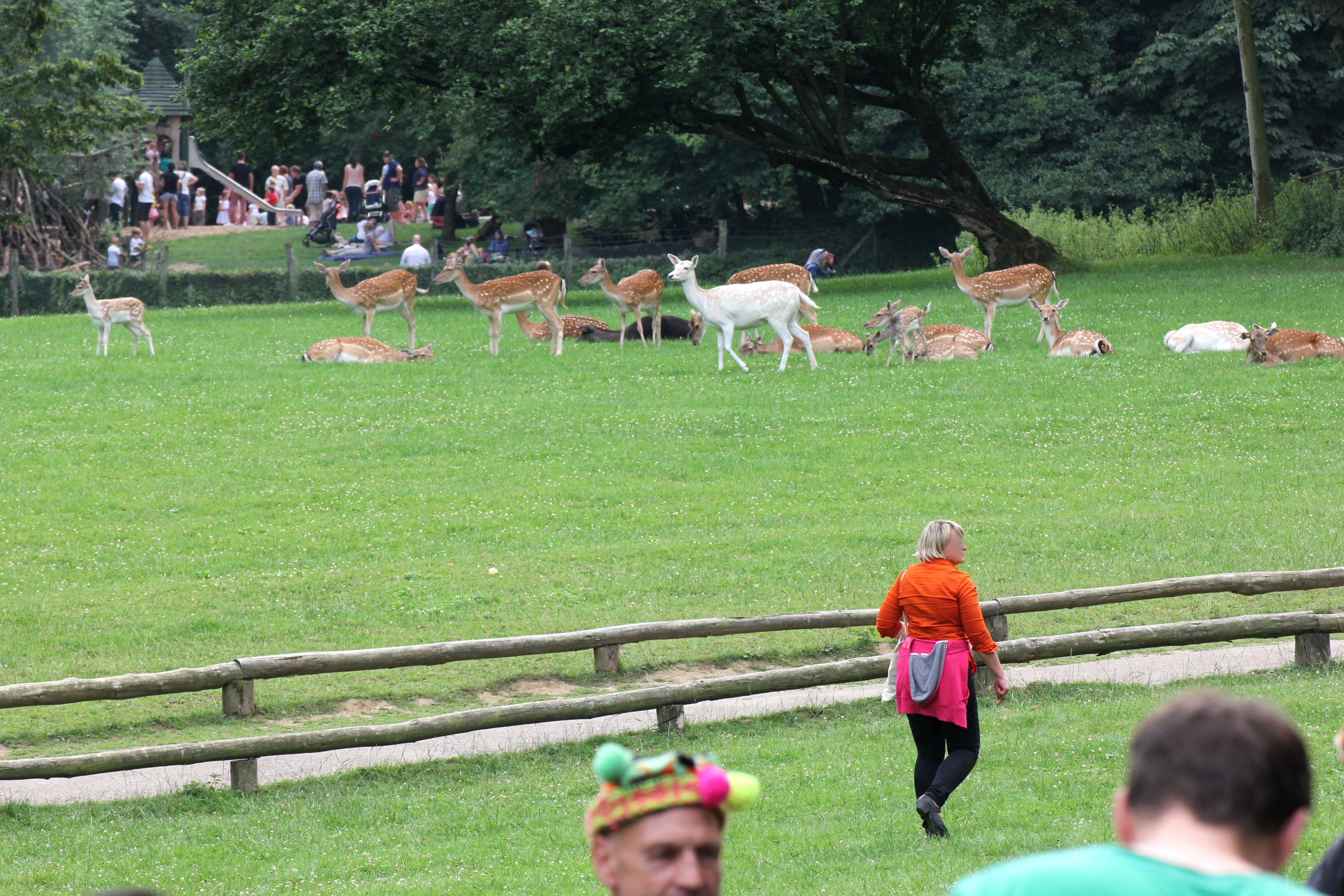
Sommerfest im Wildpark des Grafenberger Waldes (2015)

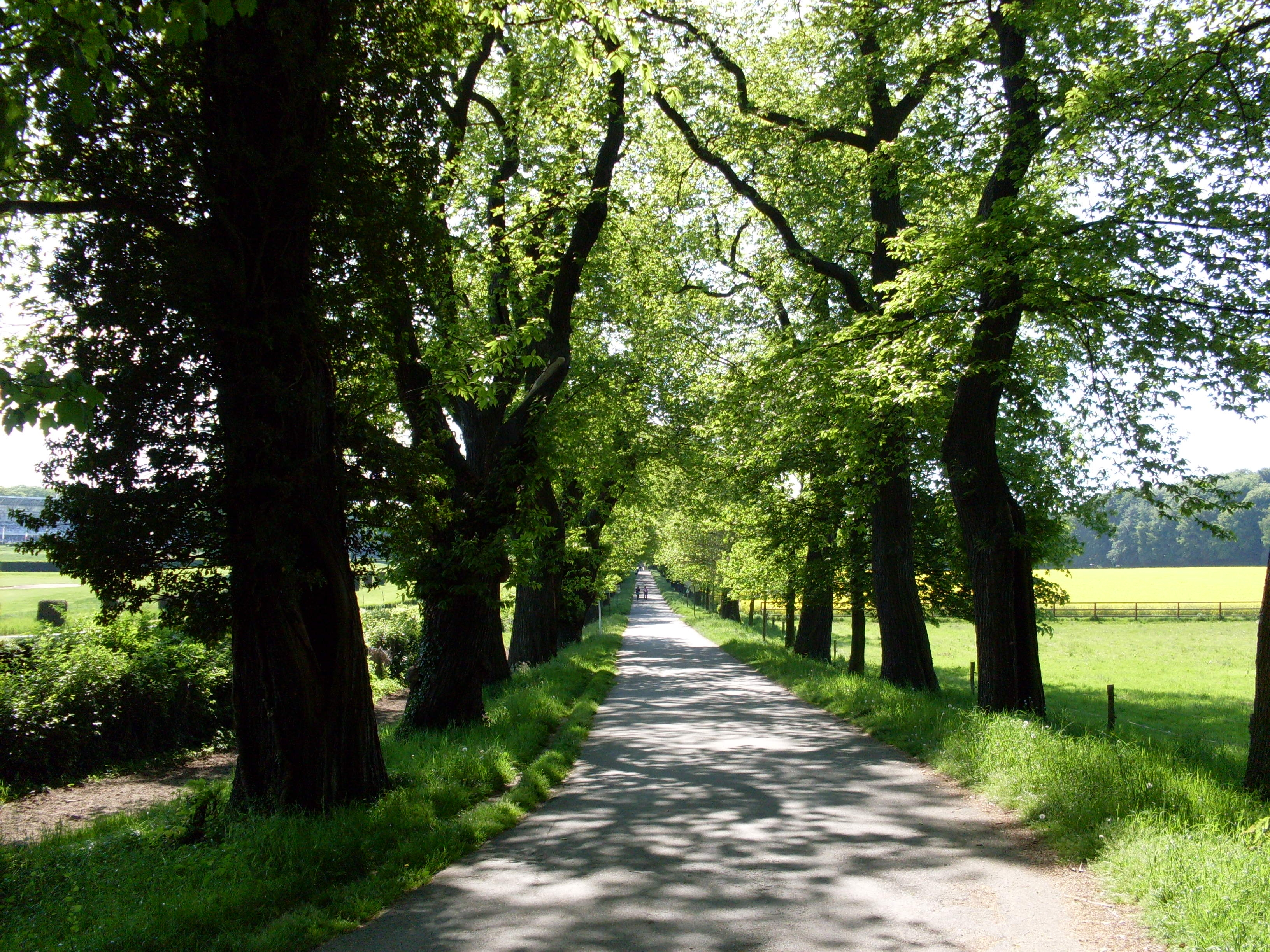
Kastanienallee (2008)

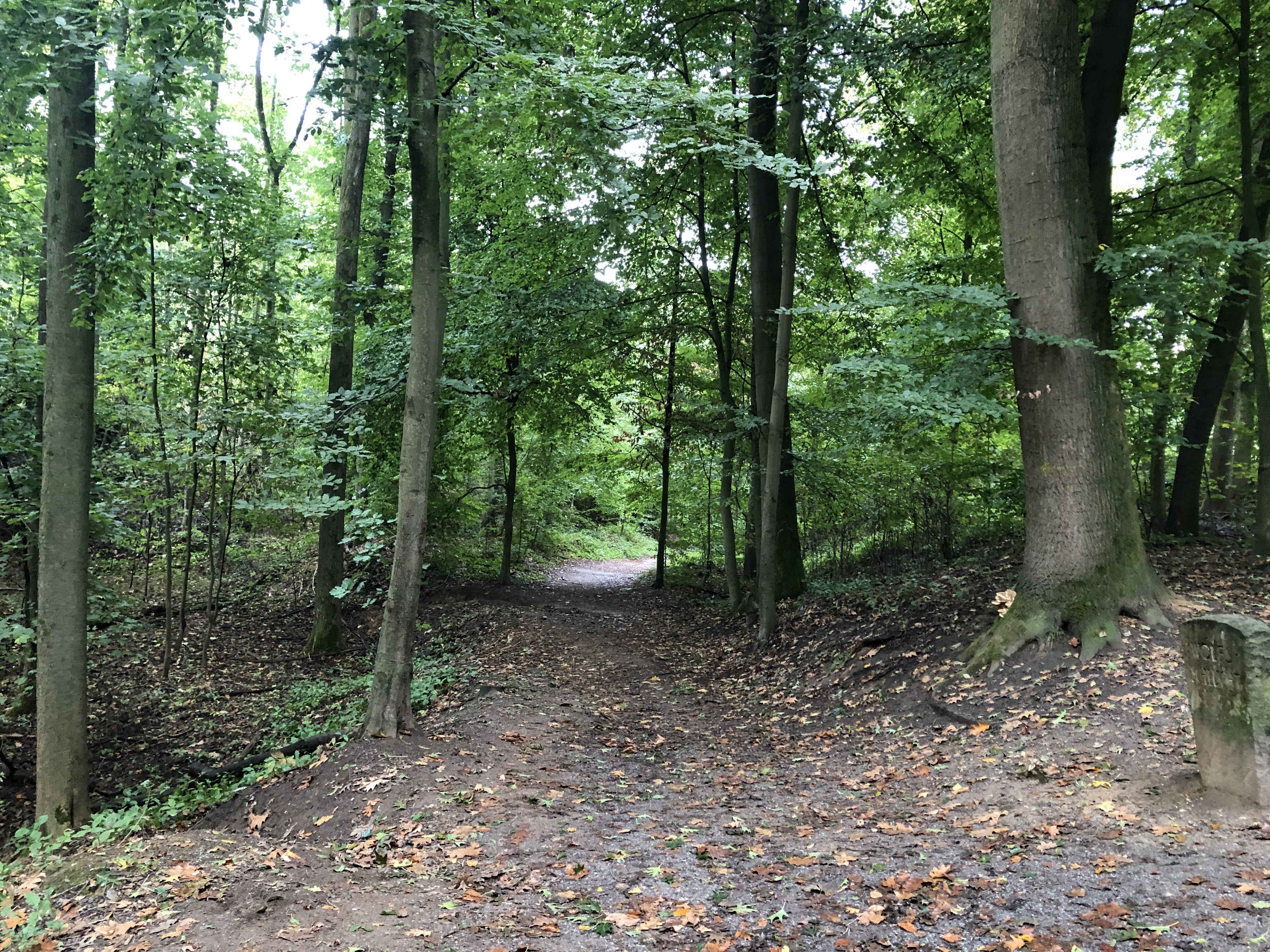
Wolfsschlucht (2020)

Der Grafenberger Wald ist ein zum Stadtgebiet von Düsseldorf gehörendes Waldgebiet. Er ist Teil des Düsseldorfer Stadtwaldes.

## Größe
Der Grafenberger Wald hat eine Größe von etwa 100 Hektar.

## Lage
Der Grafenberger Wald liegt im Nordosten des Düsseldorfer Stadtgebiets. Die größten Teile des Waldes liegen im Stadtteil Ludenberg. Der Grafenberger Wald wird im Westen vom Düsseldorfer Stadtteil Grafenberg, im Norden vom Aaper Wald und im Südosten vom Stadtteil Gerresheim begrenzt. Zum Waldgebiet gehört auch der Wildpark Grafenberg. Von Aaper Wald trennt ihn unter anderem die berühmte Kastanienallee.

## Struktur
Der Grafenberger Wald wird geprägt durch einen vielfältigen Laubmischwald. Vorherrschend sind Stieleichen und Rotbuchen. Ferner sind Ahorn, Robinien, Eschen, Birken und Kastanien zu finden. 